# Minibridge
Le minibridge (aussi orthographié mini-bridge ou mini bridge) est une variante simplifiée du jeu de bridge. 
Plutôt méthode d'enseignement que véritable jeu à part entière, le minibridge est caractérisé par une simplification extrême de la phase des enchères pour permettre un accès rapide aux premières techniques du jeu de la carte. Après quelques semaines de pratique, les élèves sont invités à découvrir le bridge complet en remplaçant progressivement les enchères simplifiées par des enchères traditionnelles.